# Estación de Getafe Central
Getafe Central o Getafe Centro, denominada «Getafe-Badajoz» hasta 1981, es una estación de ferrocarril y un intercambiador de transportes situado en el municipio español de Getafe. En sus instalaciones tienen parada la línea 12 de Metro de Madrid, la línea C-4 de Cercanías Madrid y múltiples líneas urbanas e interurbanas de autobuses.
La diferente denominación para cada una de las dos estaciones que componen el intercambiador (cambiando el sustantivo "centro", que formaba parte del nombre de la estación de Cercanías, la más antigua, por el adjetivo "central" para el nombre de la de Metro) responde a un criterio que se adoptó para la denominación de las estaciones de la línea 12 de metro que tienen correspondencia con las cinco de Cercanías más próximas a los centros urbanos de sendas localidades por las que discurre su trazado.

## Situación ferroviaria
La estación forma parte del trazado de la línea férrea de ancho ibérico Móstoles-Parla, punto kilométrico 14,3.

## Historia
La estación original formaba parte de la línea Madrid-Ciudad Real, construida por la Compañía de los Ferrocarriles de Ciudad Real a Badajoz y de Almorchón a Bélmez (CRB) e inaugurada en 1879. No obstante, apenas un año después de su inaugiración las instalaciones pasaron a manos de la compañía MZA, después de que esta se anexionase a la CRB. 
Denominada inicialmente como «Getafe-Directa» —para diferenciarla de la otra estación que existía en el municipio—, a partir de 1912 se renombró como «Getafe-Badajoz». En 1941, con la nacionalización de los ferrocarriles de ancho ibérico, las instalaciones pasaron a manos de la recién creada RENFE. En 1981 se electrificó el trazado y la estación se integró en la nueva red de Cercanías Madrid, cambiándose el nombre a «Getafe Central». En 1988 se clausuró parcialmente la histórica línea Madrid-Ciudad Real; desde esa fecha la estación forma parte de la línea Móstoles-Parla. 

### Etapa actual
Hasta 1998 el antiguo edificio de la estación solo acogía servicios de Cercanías. En dicho año el tramo ferroviario que pasaba por el casco urbano de Getafe se soterró y se construyó el actual edificio. La estación de metro de Getafe Central se abrió al público el 11 de abril de 2003, cuando se inauguró la línea 12 de Metro, a la que pertenece.
Desde enero de 2005 el organismo Adif es el titular de las instalaciones ferroviarias, mientras que Renfe Operadora explota línea.
Desde el 6 de julio de 2014, la estación de Metro permaneció cerrada por obras de mejora de las instalaciones de la línea 12 entre las estaciones de Arroyo Culebro y Los Espartales. El motivo de estas obras fue la reposición y mejora de las condiciones existentes en la plataforma de vía con una serie de trabajos de consolidación, sustitución del sistema de fijación de la vía, impermeabilización del túnel e incremento de la capacidad de la red de drenaje. Las actuaciones permitirán que los trenes puedan duplicar su velocidad al pasar por este tramo, llegando a circular a más de 70 km/h. El servicio se restableció el 8 de septiembre de 2014.
Desde el 1 de julio y hasta el 31 de agosto de 2021, la estación de Cercanías permaneció cerrada por obras en el tramo Getafe Sector 3-Las Margaritas. En las inmediaciones de la estación tenían parada los servicios gratuitos de autobús G1 (Getafe Sector 3 - Getafe Centro - Las Margaritas) y G2 (Getafe Centro - Villaverde Alto).

## Características
Esta estación es la más céntrica de las ocho de metro que están en Getafe. El intercambiador está situado en la intersección de las calles Ferrocarril y Ramón y Cajal, ambas en el barrio Centro. Cuenta con un edificio de diseño moderno, con fachadas de cristal y madera, una planta con forma de semicírculo y una cubierta de una sola agua.
Dispone de un vestíbulo para Cercanías (en la planta superior), otro para Metro (en la inferior), una cafetería y un quiosco (en la planta a nivel de la calle). Tanto los dos vestíbulos como los andenes de tren y metro están a un nivel subterráneo.

## Accesos
Vestíbulo Getafe Central

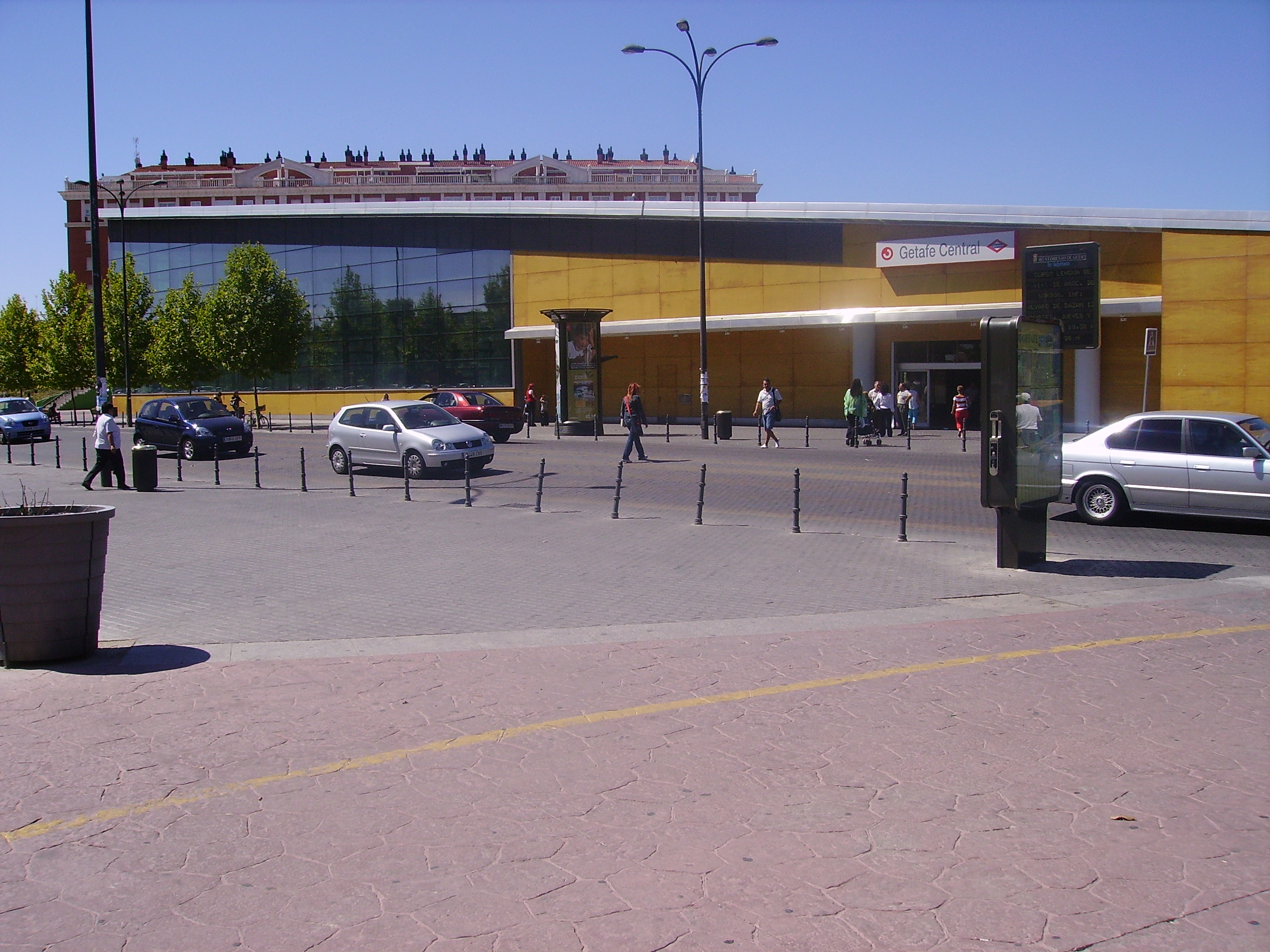
Edificio de la estación desde la calle Ramón y Cajal

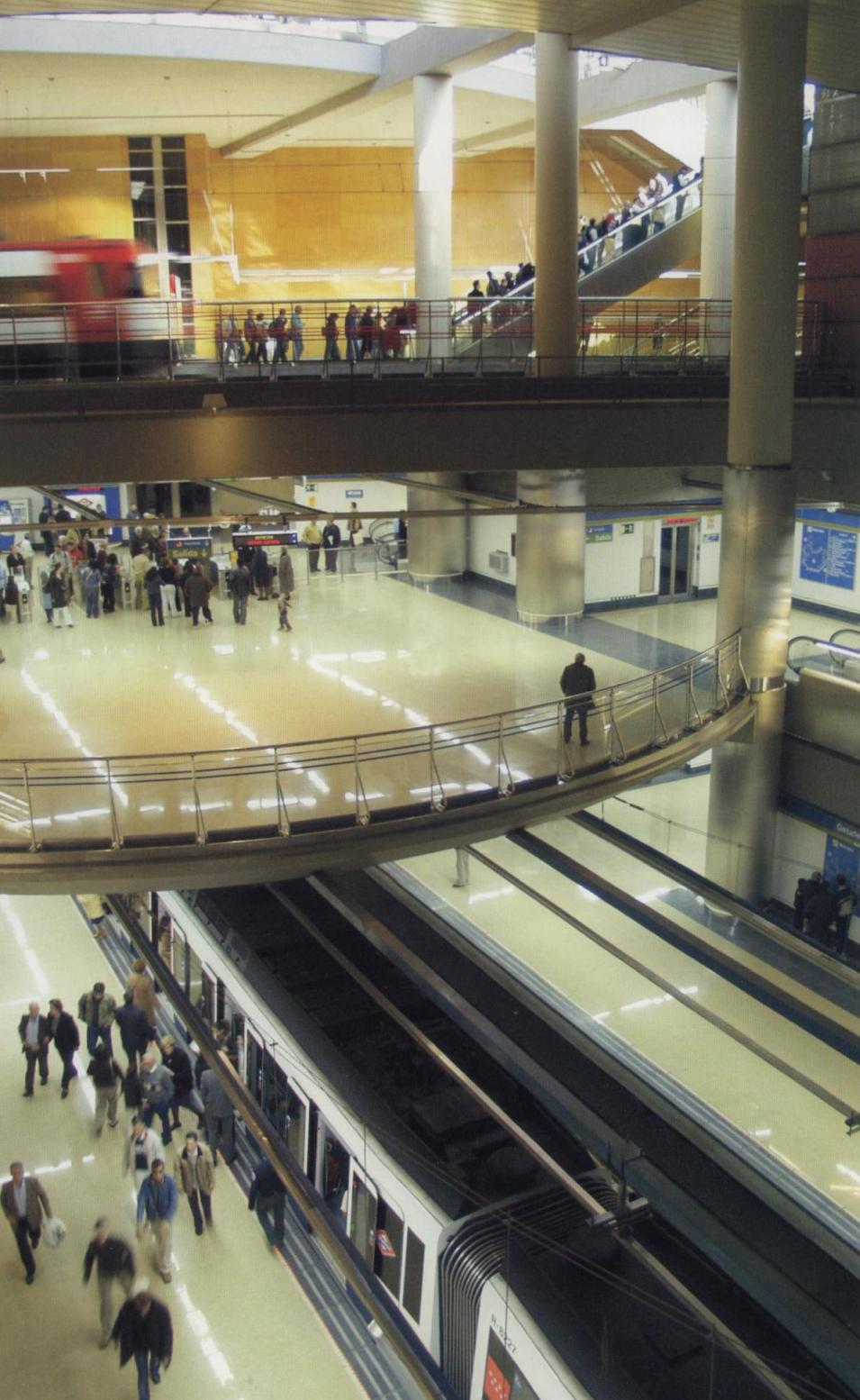
Interior de la estación, en la parte inferior está el metro, y en la superior el tren de Cercanías

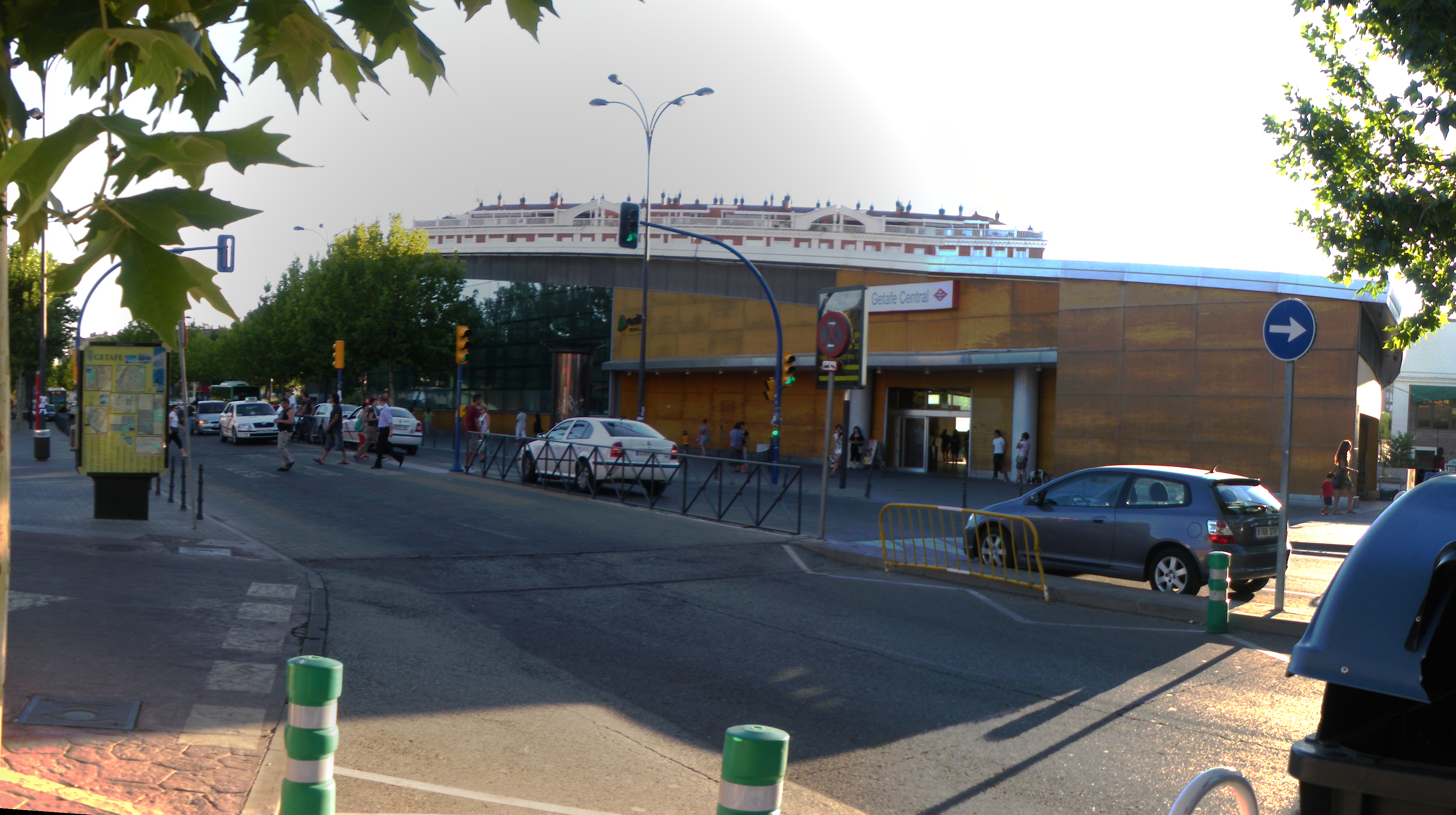
Panorámica (realizada con Hugin) del exterior de la estación de cercanías.

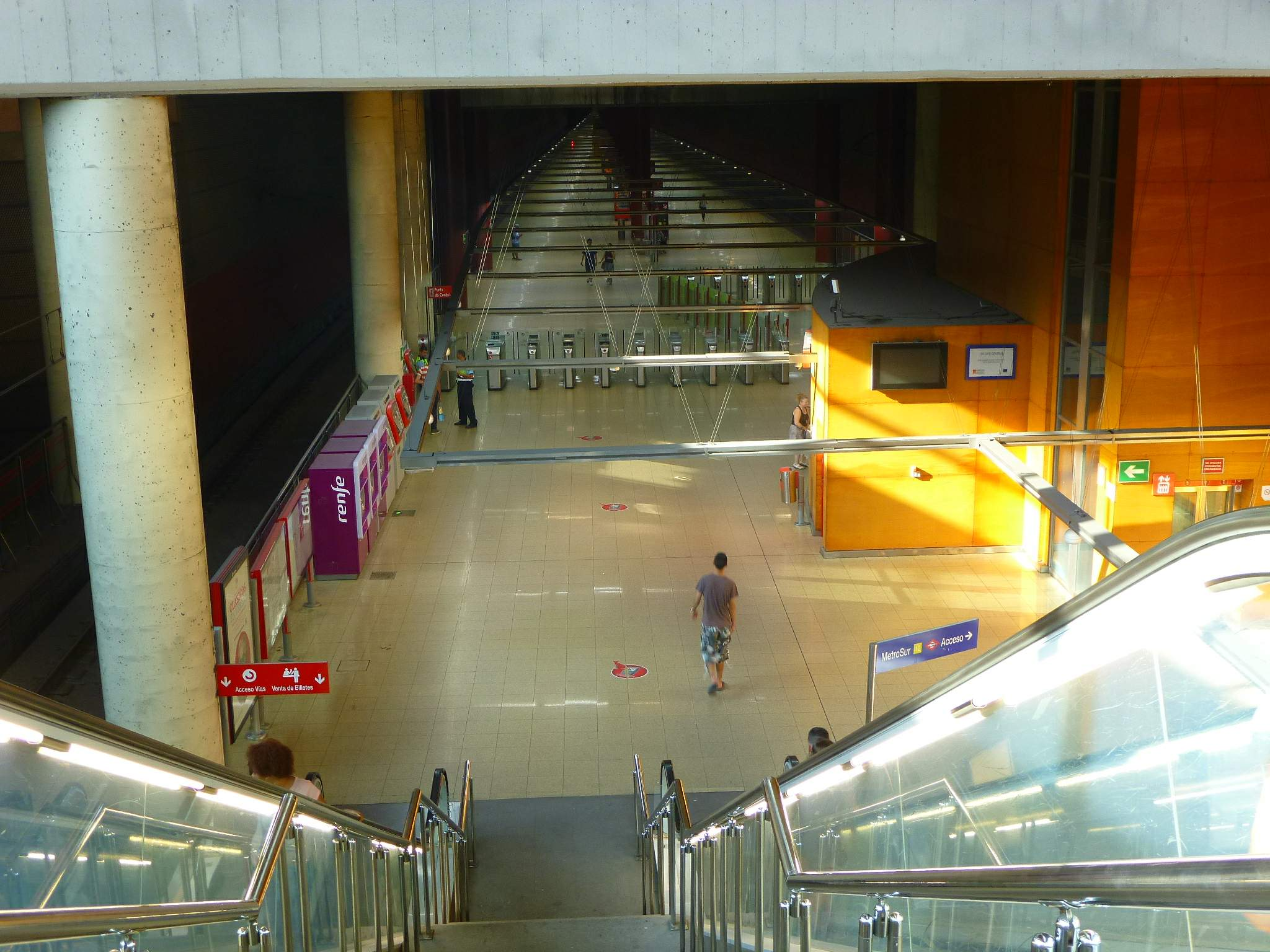
Vista general del andén de la estación de Cercanías.

- Paseo del Ferrocarril C/ Ferrocarril, s/n (esquina con C/ Ramón y Cajal y con Pº Pablo Iglesias)
- Ascensor C/ Ferrocarril, s/n
- Renfe Límites Metro/Renfe en nivel -1, al terminar las escaleras mecánicas de Metro

## Intercambiador (líneas)

### Cercanías
| procedencia/destino   | < estación                 | línea | estación >      | destino/procedencia |
| --------------------- | -------------------------- | ----- | --------------- | ------------------- |
| Alcobendas-S.S. Reyes | Las Margaritas Universidad |       | Getafe Sector 3 | Parla               |
| Colmenar Viejo        | Las Margaritas Universidad |       | Getafe Sector 3 | Parla               |

### Metro
| << cabecera | < estación        | línea | estación >        | cabecera >> |
| ----------- | ----------------- | ----- | ----------------- | ----------- |
| circular    | Alonso de Mendoza |       | Juan de la Cierva | circular    |

### Autobuses
| Diurnos |                                                                          |                                                                          |                           |
| Línea   | Destino                                                                  | Parada                                                                   | Operador                  |
| 1       | Sector III                                                               | 08284 General Pingarrón-Colegio (N.º 4)                                  | Avanza Movilidad Integral |
| 3       | Circular A                                                               | 08284 General Pingarrón-Colegio (N.º 4)                                  | Avanza Movilidad Integral |
| 4       | Hospital - Perales de Río                                                | 08284 General Pingarrón-Colegio (N.º 4)                                  | Avanza Movilidad Integral |
| 6       | Hospital                                                                 | 08284 General Pingarrón-Colegio (N.º 4)                                  | Avanza Movilidad Integral |
| 3       | Circular B                                                               | 08241 Leganés-Batres (N.º 69)                                            | Avanza Movilidad Integral |
| 4       | Pol. Ind. Los Ángeles                                                    | 08241 Leganés-Batres (N.º 69)                                            | Avanza Movilidad Integral |
| 6       | San Isidro                                                               | 08241 Leganés-Batres (N.º 69)                                            | Avanza Movilidad Integral |
| 2       | Ambulatorio                                                              | 16006 Ferrocarril-Est. Getafe Centro (N.º 2) (sentido Las Margaritas)    | Avanza Movilidad Integral |
| 2       | Arroyo Culebro                                                           | 16007 Ferrocarril-Est. Getafe Centro (N.º 2) (sentido Alonso de Mendoza) | Avanza Movilidad Integral |
| 7       | Parque Tecnológico TecnoGetafe                                           | 16007 Ferrocarril-Est. Getafe Centro (N.º 2) (sentido Alonso de Mendoza) | Avanza Movilidad Integral |
| Pi1     | Pol. Ind. Los Ángeles - Pol. Ind. Los Olivos                             | 16007 Ferrocarril-Est. Getafe Centro (N.º 2) (sentido Alonso de Mendoza) | Avanza Movilidad Integral |
| Pi2     | Pol. Ind. San Marcos - Pol. Ind. El Lomo - Parque Empresarial Carpetania | 16007 Ferrocarril-Est. Getafe Centro (N.º 2) (sentido Alonso de Mendoza) | Avanza Movilidad Integral |

| Diurnos   |                                                  |                                                                          |                           |
| Línea     | Destino                                          | Parada                                                                   | Operador                  |
| 428       | Getafe (Hospital)                                | 16007 Ferrocarril-Est. Getafe Centro (N.º 2) (sentido Alonso de Mendoza) | AISA                      |
| 468       | Griñón - Casarrubuelos/Serranillos               | 16007 Ferrocarril-Est. Getafe Centro (N.º 2) (sentido Alonso de Mendoza) | Avanza Movilidad Integral |
| 428       | Valdemoro                                        | 16006 Ferrocarril-Est. Getafe Centro (N.º 2) (sentido Las Margaritas)    | AISA                      |
| 441       | Getafe (Sector III) (Avenida de Juan José Rosón) | 08284 General Pingarrón-Colegio (N.º 4)                                  | Avanza Movilidad Integral |
| 447       | Getafe (Hospital)                                | 08284 General Pingarrón-Colegio (N.º 4)                                  | Avanza Movilidad Integral |
| 448       | Getafe (Hospital)                                | 08284 General Pingarrón-Colegio (N.º 4)                                  | Avanza Movilidad Integral |
| 450       | Leganés - Alcorcón                               | 08284 General Pingarrón-Colegio (N.º 4)                                  | Avanza Movilidad Integral |
| 455       | Pinto                                            | 08284 General Pingarrón-Colegio (N.º 4)                                  | Avanza Movilidad Integral |
| 462       | Parla                                            | 08284 General Pingarrón-Colegio (N.º 4)                                  | Avanza Movilidad Integral |
| 447       | Madrid (Legazpi)                                 | 08241 Leganés-Batres (N.º 69)                                            | Avanza Movilidad Integral |
| 448       | Madrid (Legazpi) (por Villaverde)                | 08241 Leganés-Batres (N.º 69)                                            | Avanza Movilidad Integral |
| 450       | Getafe (Barrio de Las Margaritas)                | 08241 Leganés-Batres (N.º 69)                                            | Avanza Movilidad Integral |
| Nocturnos |                                                  |                                                                          |                           |
| Línea     | Destino                                          | Parada                                                                   | Operador                  |
| N801      | Getafe (Buenavista - Sector III)                 | 16007 Ferrocarril-Est. Getafe Centro (N.º 2) (sentido Alonso de Mendoza) | Avanza Movilidad Integral |
| N805      | Getafe (Los Molinos)                             | 16007 Ferrocarril-Est. Getafe Centro (N.º 2) (sentido Alonso de Mendoza) | Avanza Movilidad Integral |
| N801      | Madrid (Atocha)                                  | 16006 Ferrocarril-Est. Getafe Centro (N.º 2) (sentido Las Margaritas)    | Avanza Movilidad Integral |
| N805      | Madrid (Atocha)                                  | 16006 Ferrocarril-Est. Getafe Centro (N.º 2) (sentido Las Margaritas)    | Avanza Movilidad Integral |